# Bubacarr Bah
Bubacarr Bah (* 20. Jahrhundert in Gambia) ist ein gambischer Mathematiker und Lehrstuhlinhaber für Data Science am African Institute for Mathematical Sciences (AIMS). Er ist Assistenzprofessor an der Universität Stellenbosch und war Mitglied des externen Beirats für fortschrittliche Technologie von Google (englisch advanced technology external advisory council, ATEAC).

## Leben

### Frühes Leben und Ausbildung
Bah wurde in Gambia geboren. Er studierte Mathematik an der University of the Gambia und schloss sein Studium 2004 mit summa cum laude ab. Er erhielt einen Master of Science (M.Sc.) von der University of Oxford, wo er als Postgraduiertenstudent am Wolfson College in Oxford mathematische Modellierung studierte. Er ging an die University of Edinburgh, wo er in seiner Doktorarbeit Compressed Sensing untersuchte und von Jared Tanner betreut wurde. Er war Mitglied der Studentengruppe der Society for Industrial and Applied Mathematics (SIAM). Seine Arbeit über Gaußsche Matrizen wurde als beste studentische Arbeit des SIAM ausgezeichnet.

### Forschung und Karriere
Zwischen 2012 und 2014 war Bah Postdoktorand an der École polytechnique fédérale de Lausanne, wo er seine Untersuchungen zum Compressed Sensing fortsetzte. Er war Mitglied des Labors für Informations- und Inferenzsysteme.
Im Jahr 2014 wechselte Bah an die University of Texas at Austin, wo er sich mit Signalverarbeitung, maschinellem Lernen und Sampling-Strategien in Hochdimensionalen Statistiken beschäftigte. Er entwickelte eine Matrix zur Dimensionsreduktion, die Bi-Lipschitz-Einbettungen verwendet, die Datenredundanz ausnutzen können.
2016 wurde Bah zum Deutschen Lehrstuhl für Mathematik am African Institute for Mathematical Sciences (AIMS) ernannt, der von der Alexander-von-Humboldt-Stiftung gefördert wird. Die Position wurde von der AIMS-Community begrüßt, die davon überzeugt ist, dass Afrika eine bessere Infrastruktur für die Datenwissenschaft braucht. Bah organisierte den Workshop „Softwareentwicklung für Angewandte Mathematische Wissenschaften“, der grundlegende Programmierung und Forschungsprogrammierung lehrt. Er ist verantwortlich für die Verbindung des AIMS in Südafrika mit Zentralafrika und deutschen Universitäten. Seit 2019 unterstützt die Alexander von Humboldt-Stiftung fünf Lehrstühle an AIMS-Zentren. Er hat eine gemeinsame Position an der Stellenbosch University inne, wo er sich mit Informationstheorie und Deep Learning beschäftigt.
Im März 2019 wurde Bah in den externen Beirat für fortschrittliche Technologie von Google berufen, einer Gruppe von Experten, die sich mit den Prinzipien der künstlichen Intelligenz (KI) von Google befassen werden. Diese Expertengruppe wurde kurz darauf aber wieder aufgelöst.